# Iruste
Iruste is een plaats in de Estlandse gemeente Saaremaa, provincie Saaremaa. De plaats heeft de status van dorp (Estisch: küla).
De plaats viel tot in oktober 2017 onder de gemeente Pöide. In die maand werd Pöide bij de fusiegemeente Saaremaa gevoegd.

## Bevolking
Het dorp had 8 inwoners op 31 december 2011 en 10 inwoners op 31 december 2021.

## Ligging
Iruste ligt ten westen van Pöide. Het kerkhof van Pöide ligt op het grondgebied van Iruste.

## Geschiedenis
Iruste werd voor het eerst genoemd in 1453 onder de naam Hiras als nederzetting op het landgoed van Reina. Historici vermoeden dat het bestuurscentrum van het landgoed tot in het midden van de 17e eeuw in Iruste lag.
Tussen 1977 en 1997 maakte Iruste deel uit van het buurdorp Kahutsi.